# 1800 az irodalomban

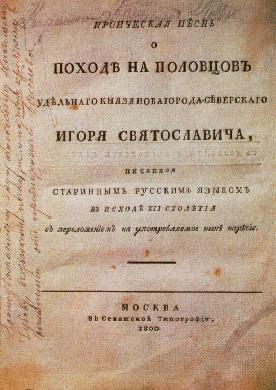
Igor-ének (az 1800-as kiadás)

Az 1800. év az irodalomban.

## Események
- Először jelenik meg nyomtatásban az egyik legrégibb orosz irodalmi nyelvemlék, az Igor-ének (Слово о полку Игореве). Kéziratát 1795-ben fedezték fel.

## Megjelent új művek

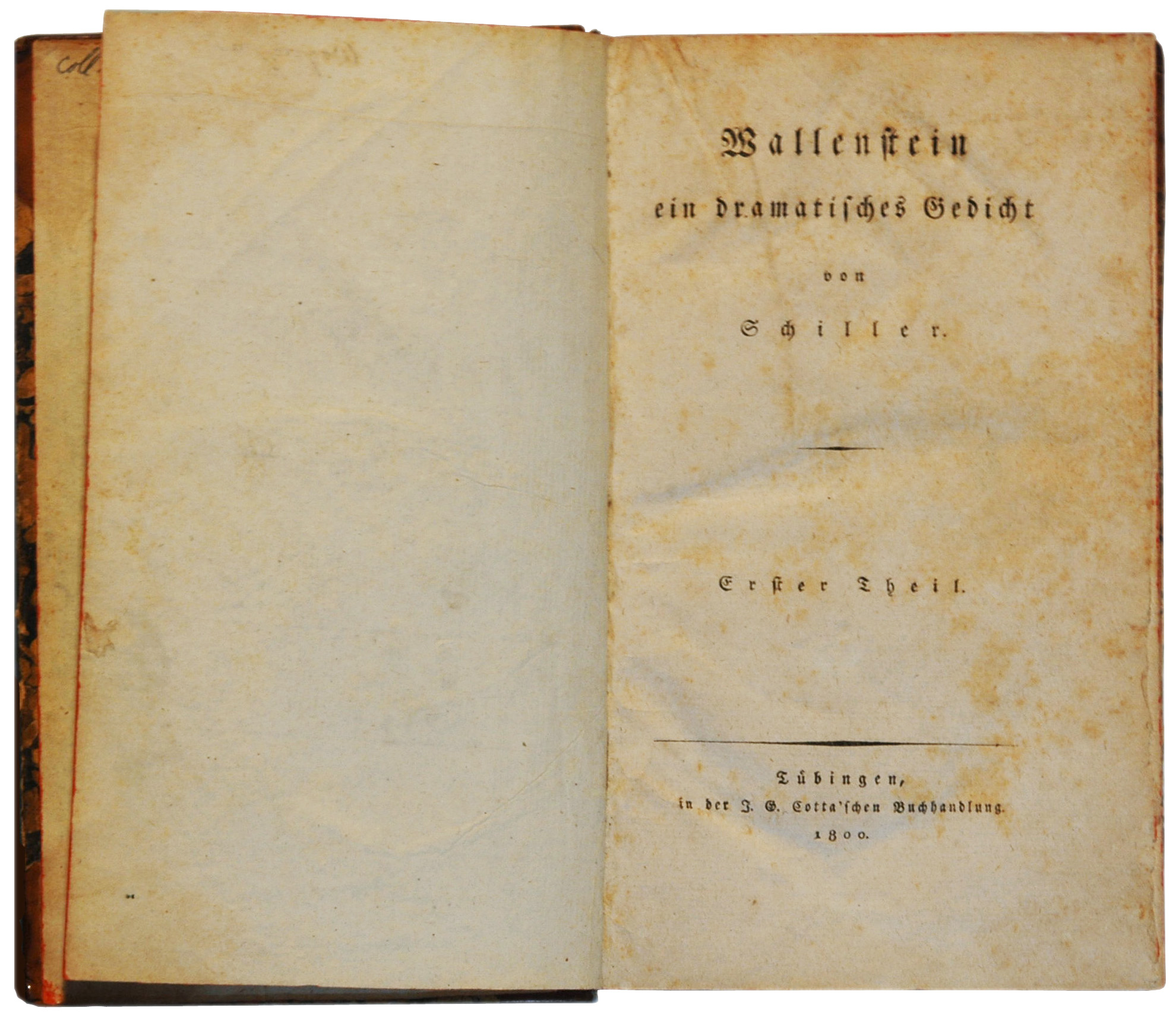
A Wallenstein dráma-trilógia első kiadása (1800)

- Novalis versciklusa: Himnuszok az éjszakához (Hymnen an die Nacht), a német Schlegel testvérek Athenaeum című folyóiratában
- Jean Paul német író szentimentális regénye: Titan (első kötet). A szerző fő műve 1800–1803 között négy kötetben (évente egy-egy kötet) jelent meg.

### Dráma
- június 14. – Friedrich Schiller történelmi drámája, a Stuart Mária bemutatója Weimarban (a következő évben kinyomtatják).
- Friedrich Schiller előző évben bemutatott dráma-trilógiája, a Wallenstein első kiadása.

## Születések

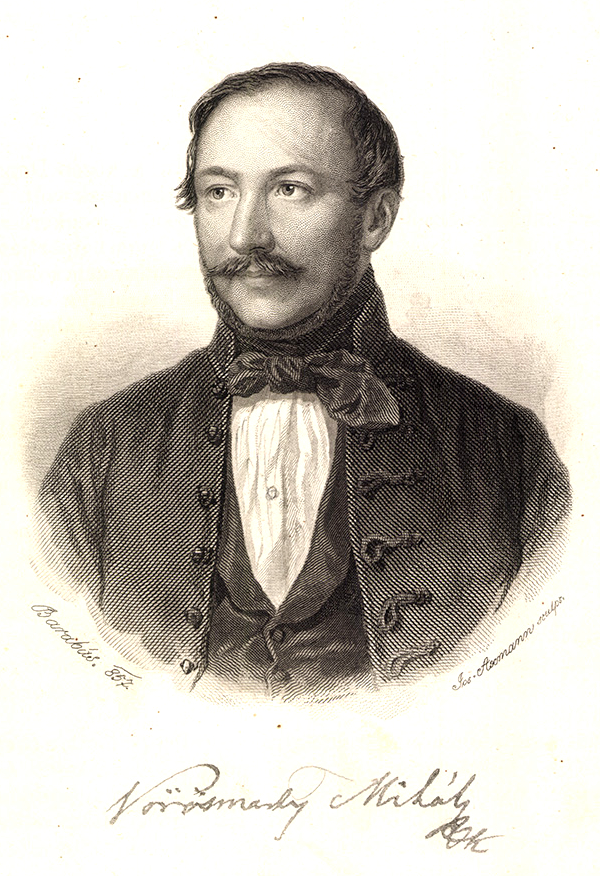
Vörösmarty Mihály

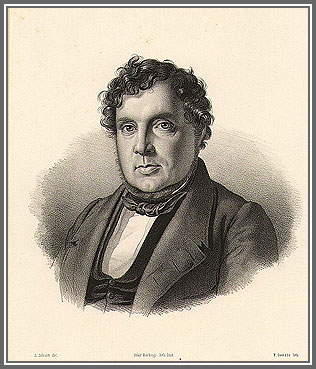
Emil Aarestrup

- március 1. – Jevgenyij Baratinszkij orosz lírikus, műfordító, a Puskin előtti orosz irodalom egyik legnagyobb költője († 1844)
- május 1. – Carlo Marenco olasz színműíró († 1843)
- augusztus 28. – Szenvey József író, lapszerkesztő, műfordító († 1857)
- október 25. – Thomas Babington Macaulay brit politikus, kritikus, történet- és esszéíró  († 1859)
- december 1. – Vörösmarty Mihály költő, drámaíró, a magyar romantika legnagyobb alakja († 1855)
- december 3.– France Prešeren szlovén költő; egyik költeményének részlete Szlovénia himnusza lett († 1849)
- december 4. – Emil Aarestrup dán költő († 1856)
- december  17. – Czuczor Gergely bencés szerzetes, költő, nyelvtudós († 1866)

## Halálozások
- április 25. – William Cowper angol költő (* 1731)
- június 20. – Abraham Gotthelf Kästner  német matematikus és epigrammaköltő (* 1719)
- november 21. – Mészáros Ignác magyar író (* 1729)
- december 27. – Hugh Blair skót lelkész, szónok, az edinburgh-i egyetem retorikai és széptani (Rhetoric and Belles Lettres) professzora (* 1718)